# Maja Tatić
Maja Tatić (Servisch: Маја Татић) (Belgrado, 30 oktober 1970), is een Servische zangeres. Als meisje van zeven won ze voor het eerst een kindersongfestival. Ze studeerde gitaar aan de lagere muziekschool. Met zeventien jaar begon ze haar professionele carrière als zangeres. Ze zong in bands als Monaco, Sonus en Skitnice. 
Tatic ging naar de Canarische Eilanden in 1992. Ze trad daar op met liedjes van ABBA, Tina Turner en Shania Twain. Dat werk deed ze acht jaar lang. 
In 2002 won ze de Bosnische nationale finale voor het Eurovisiesongfestival en vertegenwoordigde Bosnië en Herzegovina met het liedje Na jastuku za dvoje tijdens de internationale finale. Daarna nam ze deel aan verschillende festivals in en om de Balkan.
1993: Fazla · 
1994: Alma & Dejan · 
1995: Davor Popović · 
1996: Amila Glamočak · 
1997: Alma Čardžić · 
1999: Dino & Béatrice · 
2001: Nino Pršeš · 
2002: Maja Tatić · 
2003: Mija Martina · 
2004: Deen · 
2005: Feminnem · 
2006: Hari Mata Hari · 
2007: Marija Šestić · 
2008: Laka · 
2009: Regina · 
2010: Vukašin Brajić · 
2011: Dino Merlin · 
2012: Maya Sar · 
2016: Dalal & Deen feat. Ana Rucner & Jala